# Frondipora masatierrensis
Frondipora masatierrensis är en mossdjursart som beskrevs av Moyano 1983. Frondipora masatierrensis ingår i släktet Frondipora och familjen Frondiporidae. Inga underarter finns listade i Catalogue of Life.